# جيريل إيفيل
جيريل إيفيل (بالإنجليزية: Jerel Ifil)‏ (27 يونيو 1982 بويمبلي في المملكة المتحدة - ) هو لاعب كرة قدم بريطاني في مركز الدفاع. لعب مع بوريهام وود إف سي وسويندون تاون ونادي أبردين ونادي واتفورد وهدرسفيلد تاون ونادي كيترينغ تاون وساتون يونايتد وStaines Town F.C. ‏ ونادي بريستول روفيرز.

## وصلات خارجية
- جيريل إيفيل على موقع قاعدة بيانات كرة القدم.إي يو (الإنجليزية)
- جيريل إيفيل على موقع Soccerbase.com (لاعب) (الإنجليزية)
- جيريل إيفيل على موقع Soccerway.com (الإنجليزية)